# Capa magna
La capa magna es una prenda eclesiástica en forma de capa con una cola de varios metros de largo y capucha. La parte anterior viene recogida sobre el brazo y se deja caer al sentarse. El modelo usado tradicionalmente en España era abierto por delante, con dos vueltas de raso que caen hasta el suelo.
Es generalmente utilizada por los prelados en las ceremonias litúrgicas más solemnes, para dirigirse a pontificar o asistir al trono y hasta 1969 también al Coro Papal. La capucha se pone sobre la cabeza en lugar de la birreta durante los oficios de Semana Santa y bajo el galero papal cuando este era utilizado (por ejemplo, en las procesiones y por los cardenales durante la creación del consistorio público).
La capa magna está fabricada en lana morada para los obispos y en seda púrpura para los cardenales. Los obispos y cardenales de órdenes regulares usaban una capa de lana del color de la capa del hábito de su orden. Excepcionalente, el uso de la capa magna se concede también a los abades mitrados y rectores de basílicas. Algunos prelados y cabildos de canónigos usan la capa pero generalmente con la cola replegada y enrollada. 
Los obispos pueden llevarla en la propia diócesis, los arzobispos en su provincia, los nuncios apostólicos en el lugar de su legación y los cardenales en cualquier sitio excepto en Roma. La capa magna podía estar cubierta en la espalda por una piel de armiño en los periodos invernales, sustituida por una vuelta de seda roja durante el verano; en el caso de clero regular, la piel y la seda correspondían al color del hábíto de la orden. El 30 de noviembre de 1952 el motu proprio Valde solliciti de Pío XII, acortó a la mitad la largura de las capas de los cardenales y el decreto de Santa Congregación de los Ritos del 4 de diciembre siguiente acortó a la mitad también la de los obispos. Juan XXIII restableció el largo original de la capa cardenalicia. El forro de armiño quedó suprimido en 1969, quedando solo en uso el modelo estival.
La capa magna hace necesario el uso de un clérigo (llamado caudatario) encargado de sostenerla (en presencia de un cardenal, sin embargo, los obispos enrollan la capa en el brazo).
El Papa utilizaba una capa magna de terciopelo rojo solamente para asistir al matutino de Navidad, y de lana roja para los matutinos de Tinieblas durante la Semana Santa. Dejó de usarse durante el siglo XIX.
El uso actual de la capa magna es optativo, estableciéndose como vestidura coral y para el acceso al templo en las celebraciones más solemnes. Recientemente ha sido utilizada por obispos y cardenales en el ámbito de celebraciones tradicionalistas, como por ejemplo lo han hecho el cardenal primado de España, Antonio Cañizares o el prefecto del Supremo Tribunal de la Signatura Apostólica, cardenal Raymond Burke.[cita requerida]